# Староякупово (Оренбургская область)
Староякупово — село в Матвеевском районе Оренбургской области России. Административный центр и единственный населённый пункт Староякуповского сельсовета.

## География
Село находится в северо-западной части Оренбургской области, в пределах юго-западной оконечности Бугульминско-Белебеевской возвышенности, вблизи истока реки Мокрая Якупка, на расстоянии примерно 3 км (по прямой) к северу от села Матвеевка, административного центра района. Абсолютная высота — 281 м над уровнем моря.
Климат
Климат характеризуется как континентальный с морозной зимой и жарким летом. Среднегодовая температура составляет 2,3 — 2,9 °C. Средняя температура воздуха самого тёплого месяца (июля) — 19,4 — 20,2 °C (абсолютный максимум — 40 °C); самого холодного (января) — −15,3 — −14,7 °C (абсолютный минимум — −45 °C). Среднегодовое количество атмосферных осадков составляет 420—464 мм.
Часовой пояс
Село Староякупово, как и вся Оренбургская область, находится в часовой зоне МСК+2. Смещение применяемого времени относительно UTC составляет +5:00.

## Население
| 2010 | 2012 | 2013 | 2014 | 2015 | 2016 | 2017 |
| ---- | ---- | ---- | ---- | ---- | ---- | ---- |
| 447  | ↘443 | ↘437 | ↘428 | ↘414 | ↘404 | ↘394 |
| 2018 | 2019 | 2020 | 2021 |      |      |      |
| ↘388 | ↘367 | ↘361 | ↗365 |      |      |      |

Гендерный состав
По данным Всероссийской переписи населения 2010 года, в гендерной структуре населения мужчины составляли 47,2 %, женщины — соответственно 52,8 %.
Национальный состав
Согласно результатам переписи 2002 года, в национальной структуре населения татары составляли 95 % из 520 чел.